# HD 70060
HD 70060，又名CD-36 4449，SAO 199070、HR 3270，是一颗恒星，视星等为4.45，位于銀經254.78，銀緯-0.42，其B1900.0坐标为赤經8h 14m 48.7s，赤緯-36° -0.42′ 57″。